# Сухареу
Сухареу (рум. Suharău) — село у повіті Ботошані в Румунії. Входить до складу комуни Сухареу.
Село розташоване на відстані 411 км на північ від Бухареста, 46 км на північний захід від Ботошань, 138 км на північний захід від Ясс.

## Населення
За даними перепису населення 2002 року у селі проживали 2283 особи, усі — румуни. Усі жителі села рідною мовою назвали румунську.